# Sergei Alexandrowitsch Kusnezow
Sergei Alexandrowitsch Kusnezow (russisch Сергей Александрович Кузнецов; * 5. Januar 1991 in Tscheljabinsk, Russische SFSR, Sowjetunion) ist ein russischer Eishockeyspieler mit der Staatsbürgerschaft der Vereinigten Arabischen Emirate, der seit 2022 bei den Dubai White Bears in der Emirates Ice Hockey League unter Vertrag steht.

## Karriere
Sergei Kusnezow begann seine Karriere als Eishockeyspieler in der Jugendabteilung von Metschel Tscheljabinsk. Bis 2019 spielte er vorwiegend unterklassig in Russland, stand aber auch drei Jahre – von 2015 bis 2018 – für den HK Sotschi gut 100-mal in der Kontinentalen Hockey-Liga auf dem Eis. Nach zwei Jahren in der kasachischen Liga wechselte er 2021 in die Vereinigten Arabischen Emirate, wo er zunächst für die Abu Dhabi Storms und seit 2022 für die Dubai White Bears, mit denen er 2023 die Emirates Ice Hockey League gewann, spielt.

### International
Nach seiner Einbürgerung vertrat Kusnezow die Vereinigten Arabischen Emirate bei den Weltmeisterschaften der Division II 2023, als er Topscorer, Torschützenkönig und bester Vorbereiter des Turniers war und zudem die beste Plus/Minus-Bilanz aufwies. Auch 2024, als er erneut Torschützenkönig wurde, spielte er in der Division II.

## Erfolge und Auszeichnungen
- 2023 Meister der Vereinigten Arabischen Emirate mit den Dubai White Bears
- 2023 Aufstieg in die Division II, Gruppe A, bei der Weltmeisterschaft der Division II, Gruppe B
- 2023 Topscorer, Torschützenkönig, bester Vorbereiter und beste Plus/Minus-Bilanz bei der Weltmeisterschaft der Division II, Gruppe B
- 2024 Torschützenkönig bei der Weltmeisterschaft der Division II, Gruppe A